# Jarl Torbacke
Jarl Åke Torbacke, född den 18 augusti 1930 i Stockholm, död den 17 mars 2019 i Täby distrikt, Stockholms län, var en svensk historiker.

## Biografi
Torbacke avlade studentexamen 1951, filosofie kandidatexamen 1957, filosofisk ämbetsexamen 1959 och filosofie licentiatexamen vid Stockholms universitet 1962. Han promoverades till filosofie doktor och blev docent 1966. 
Torbacke var anställd av Dagens Nyheter för presshistoriska uppgifter 1966–1971. Han blev extra ordinarie forskarassistent 1971, extra ordinarie docent 1972, universitetslektor 1979, professor i historia 1981, dekanus 1990 och emeritus 1996. Torbacke var redaktör för Historisk tidskrift 1972–1979 och svensk redaktör för Bonniers världshistoria 1978–1987 samt medarbetare på kultursidan i Expressen 1973–1977 och i Göteborgsposten 1978–1994. 
Han publicerade uppsatser och artiklar i fack- och dagspress. Torbacke var styrelseledamot i Pressarkivets vänner 1969–1983, ledamot av organisationskommittén för mikrofilm av svensk dagspress 1973–1976, av organisationskommittén och nämnden för Arkivet för ljud och bild 1978–1984, av svenska Unescorådet 1977–1982, av Kungliga Bibliotekets styrelse 1982–1988, ordförande i svenska militärhistoriska kommissionen 1987–1990, ledamot av Delegationen för militärhistorisk forskning från 1989, av Centrum för idrottsforsknings styrelse 1988–1999, av Riksbankens jubileumsfonds styrelse 1989–1995, ordförande för Svenska historiska föreningen 1995–1999 samt ledamot av Samfundet för utgivande av handskrifter rörande Skandinaviens historia. 
Han vilar i minneslund på Danderyds kyrkogård.